# Уенма
Уенма (в верховьях — Секча) — река в Охотском районе Хабаровского края, Россия, левый приток Ульи. Длина реки — 147 км, площадь водосборного бассейна — 3090 км².
Начинается под названием Секча на высоте более 777 м над уровня моря в северной части хребта Джугджур. В верховьях течёт преимущественно в северном направлении по холмистой местности, покрытой в основном лиственницей. Приняв слева реку Навтариндя, резко поворачивает  на юго-восток и юг, а после слияния с рекой Ариндой название меняется на Уенму. Впадает в Улью по левому берегу на высоте менее 294 м над уровнем моря в 176 км от устья Ульи. В нижнем течении ширина русла достигает 40 м при глубине 2 м, скорость течения — 1,6 м/с.

## Основные притоки
Указаны поименованные притоки длиной 30 км и более
| Название   | Расстояние от устья | Длина | Положение |
| ---------- | ------------------- | ----- | --------- |
| Дюльбаки   | 20                  | 48    | левый     |
| Аринда     | 45                  | 39    | левый     |
| Навтариндя | 60                  | 30    | левый     |
| Халаланиит | 97                  | 36    | левый     |

## Данные водного реестра
По данным государственного водного реестра России и геоинформационной системы водохозяйственного районирования территории РФ, подготовленной Федеральным агентством водных ресурсов:
- Бассейновый округ — Амурский
- Речной бассейн — бассейны рек Охотского моря от хребта Сунтар-Хаята до Уды
- Речной подбассейн — нет
- Водохозяйственный участок — реки бассейна Охотского моря от северо-восточной границы бассейна реки Иня до границы бассейна реки Уда
- Код объекта в государственном водном реестре — 20010000112119000155586[4].